# Maurizio De Giovanni
Maurizio De Giovanni (Nápoles, 31 de marzo de 1958) es un escritor italiano.

## Biografía
Nació en Nápoles donde vive y trabaja. En 2005 participa en un concurso reservado a autores noveles de novela negra patrocinado por Porsche Italia, e idea un relato ambientado en el Nápoles de la década de 1930, titulado Los vivos y los muertos, teniendo como protagonista al comisario Ricciardi. El relato es la base de una novela editada por Graus Editore en 2006, titulada Le lacrime del pagliaccio, reeditada el año siguiente con el título Il senso del dolore (El sentido del dolor): dando así inicio a la serie del Comisario Ricciardi.
En el 2007 Fandango publica Il senso del dolore. L'inverno del commissario Ricciardi (El invierno del comisario Ricciardi), la primera novela inspirada en las cuatro estaciones, cuya segunda parte fue La condanna del sangue. La primavera del commissario Ricciardi 2008 (La primavera del comisario Ricciardi), en 2009 Il posto di ognuno. L'estate del commissario Ricciardi (El verano del comisario Ricciardi) y en 2010 Il giorno dei morti. L'autunno del commissario Ricciardi (El otoño del comisario Ricciardi).
En 2011, esta vez editado por Einaudi Stile Libero, sale Per mano mia. Il Natale del commissario Ricciardi (Con mis propias manos); en 2012 el autor escribe un libro negro ambientado en el Nápoles contemporáneo y publica en Mondadori, el libro Il metodo del coccodrillo (El método del cocodrilo), con el inspector Lojacono, un nuevo personaje.
El mismo año, con Einaudi, además de las estaciones del comisario Ricciardi en edición de bolsillo, publica la novela Vipera. Nessuna resurrezione per il commissario Ricciardi (Y todo a media luz, ed. Lumen 2015), ambientado en la Pascua de 1932.
En 2013 vuelve a los escaparates con la novela I bastardi di Pizzofalcone (Los bastardos de Pizzofalcone Reservoir Books, 2016), inspirado en el Distrito 87 de Ed McBain, marcando la transición del personaje del género negro a la novela policiaca. No mucho después Giovanni da a la prensa Buio per i bastardi di Pizzofalcone; en esta serie de novelas se inspirará una serie televisiva, I bastardi di Pizzofalcone.
En el mismo mes, en la antología Regalo di Natale editado por Sellerio, publica el cuento Un giorno di Settembre a Natale.
En 2014 con ediciones Cento Autori sale en las librerías la antología titulada Le mani insanguinate, una recopilación de quince de sus mejores cuentos negros.
Sale en julio de 2014 In fondo al tuo cuore, siempre con Einaudi, nueva novela del comisario Ricciardi y el mismo año 
Gelo per i bastardi di Pizzofalcone, un nuevo relato sobre el grupo del inspector Lojacono.
En julio de 2015 publica Anime di vetro. Falene per il commissario Ricciardi y el año siguiente Serenata senza nome. Notturno per il commissario Ricciardi.
En diciembre de 2016 publica Pane per i bastardi di Pizzofalcone.
En el año 2017 publica el primer libro de una nueva trilogía del género misterio, llamada 'I guardiani'.
En diciembre de 2015 La comuna de Cervinara le otorga la ciudadanía honoraria.
Muchas de sus novelas han sido traducidas al castellano, al catalán, al inglés, al alemán y al francés.
Forma parte del grupo de escritores que llevan el laboratorio de escritura con los niños del Istituto Penale Minorile (reformatorio) de Nisida

## Obras

### La serie del comisario Ricciardi
1. 2006 - Le lacrime del pagliaccio, Graus Editore (publicado de nuevo en 2007 por Fandango con el título Il senso del dolore. L'inverno del commissario Ricciardi), en castellano El invierno del comisario Ricciardi, trad. Celia Filipetto, Lumen, 2011.
2. 2008 - La condanna del sangue. La primavera del commissario Ricciardi, Fandango; en castellano La primavera del comisario Ricciardi, trad. Celia Filipetto, Lumen, 2012.
3. 2009 - Il posto di ognuno. L'estate del commissario Ricciardi, Fandango; en castellano El verano del comisario Ricciardi, trad. Celia Filipetto, Lumen, 2013.
4. 2010 - Il giorno dei morti. L'autunno del commissario Ricciardi, Fandango; en castellano El otoño del comisario Ricciardi, trad. Celia Filipetto, Lumen, 2013.
5. 2011 - Per mano mia. Il Natale del commissario Ricciardi, Einaudi; en castellano Con mis propias manos, trad. Celia Filipetto, Lumen, 2014.
6. 2012 - L'omicidio Carosino. Le prime indagini del commissario Ricciardi,[3] Cento Autori
7. 2012 - Vipera. Nessuna resurrezione per il commissario Ricciardi,[4] Einaudi, en castellano Y todo a media luz, trad. Celia Filipetto, Lumen, 2015.
8. 2014 - Febbre (relato en la antología Giochi criminali,[5] Einaudi)
9. 2014 - In fondo al tuo cuore. Inferno per il commissario Ricciardi,[6] Einaudi
10. 2015 - Anime di vetro. Falene per il commissario Ricciardi, Einaudi
11. 2016 - Serenata senza nome. Notturno per il commissario Ricciardi, Einaudi
12. 2017 - Rondini d'inverno. Sipario per il commissario Ricciardi, Einaudi
13. 2017 - L'ultimo passo di tango. Tutti i racconti, Rizzoli Libri.

### La serie del Inspector Lojacono
1. 2012 - Il metodo del coccodrillo, Mondadori (En castellano El método del cocodrilo, trad. Celia Filipetto, Literatura Random House, 2014)
2. 2013 - I bastardi di Pizzofalcone, Einaudi (En castellano Los bastardos de Pizzofalcone, trad. Celia Filipetto,Reservoir Books, 2016)
3. 2013 - Buio per i bastardi di Pizzofalcone, Einaudi
4. 2014 - Gelo per i bastardi di Pizzofalcone, Einaudi
5. 2015 - Cuccioli per i bastardi di Pizzofalcone, Einaudi
6. 2016 - Pane per i bastardi di Pizzofalcone, Einaudi
7. 2017 - Vita quotidiana dei bastardi di Pizzofalcone, Einaudi
8. 2017 - Souvenir per i bastardi di Pizzofalcone, Einaudi
9. 2018 - Vuoto per i bastardi di Pizzofalcone, Einaudi
10. 2019 - Nozze per i Bastardi di Pizzofalcone, Einaudi
11. 2020 - Fiori per i Bastardi di Pizzofalcone, Einaudi
12. 2021 - Angeli per i Bastardi di Pizzofalcone, Einaudi

### Los Guardianes
- 2017 - I Guardiani, Rizzoli

### La serie deportiva
1. 2008 - Juve-Napoli 1-3 - la presa di Torino, Cento Autori
2. 2009 - Ti racconto il 10 maggio, Cento Autori
3. 2010 - Miracolo a Torino - Juve Napoli 2-3, Cento Autori
4. 2010 - Storie azzurre, Cento Autori (antología de relatos)
5. 2010 - Maradona è meglio 'e Pelé (relato contenido en la antología Per segnare bisogna tirare in porta, Spartaco)
6. 2014 - La partita di pallone - Storie di calcio,[7] Sellerio editore (antología de relatos de diversos autores)
7. 2015 - Il resto della settimana, Rizzoli

### Otros relatos
- 2005 - Il maschio dominante, Graus & Boniello
- 2007 - Le beffe della cena ovvero piccolo manuale dell'intrattenimento in piedi, Kairòs
- 2010 - L'ombra nello specchio, Kairòs
- 2010 - Mammarella, Cagliostro ePress
- 2011 - Scusi, un ricordo del terremoto dell'ottanta? (relato contenido en las antologías Trema la terra, Neo edizioni e Una lunga notte, Cento Autori)
- 2012 - Gli altri fantasmi, Spartaco
- 2012 - Respirando in discesa, Senza Patria
- 2012 - Per amore di Nami, Zefiro
- 2013 - Gli altri, Tunué (historieta basada en la obra de teatro Gli altri fantasmi)
- 2013 - Un giorno di Settembre a Natale (relato contenido en la antología Regalo di Natale,[8] Sellerio editore)
- 2013 - Il tappo del 128 (relato contenido en la antología Racconti in sala d'attesa,[9] Caracò)
- 2014 - Le mani insanguinate,[10] Cento Autori (antología de relatos)
- 2014 - Verità imperfette,[11] Del Vecchio Editore (escrito con otros autores)
- 2015 - Ti voglio bene in Roberto Colonna (a cargo de), Il fantastico. Tradizioni a confronto, en "Pagine Inattuali", Salerno, Edizioni Arcoiris, 2014
- 2015 - Istantanee in "Nessuno ci ridurrà al silenzio" (a cargo de Maurizio de Giovanni),[12] Cento Autori (antología de relatos)
- 2015- Una mano sul volto, Ed. Ad est dell'equatore (a cargo de, con un relato de Maurizio de Giovanni),[13] antologí contra la violencia de género
- 2015 - Le solitudini dell'anima, Cento Autori (antología de relatos) ISBN 9788868720360, en la cual hay un cuento inédito sobre el joven Alfredo Ricciardi.
- 2016- Nove volte per amore. (Antología de relatos). Cento autori.
- 2018 - L'ultima prova (Il romanzo di Nisida)
- 2020 - Tre passi per un delitto, Einaudi,
- 2020 - Il concerto dei destini fragili, Solferino
- 2022 - L’equazione del cuore, Mondadori

## Teatro

### Adaptaciones
- 2015 - Qualcuno volò sul nido del cuculo, dirigida por Alessandro Gassmann
- 2016 - American Buffalo, dirigida por Marco D'amore

### Guion y escenografía
- 2016 - Ingresso indipendente, interpretado por Serena Autieri y Tosca D'Aquino

## Televisión

### Escenografía
- 2017 - I bastardi di Pizzofalcone, serie TV, dirigida por Carlo Carlei.

## Historieta

### Guion
- 2017/2019 - Le stagioni del commissario Ricciardi, Sergio Bonelli Editore.
- 2018/2019 - Il commissario Ricciardi Magazine, Sergio Bonelli Editore.
- 2019 - I bastardi di Pizzofalcone, Sergio Bonelli Editore.